# Théorème des unités de Dirichlet
Pour les articles homonymes, voir Théorème de Dirichlet.
En théorie algébrique des nombres, le théorème des unités de Dirichlet détermine, pour un corps de nombres K – c'est-à-dire pour une extension finie du corps ℚ des nombres rationnels –, la structure du « groupe des unités » (ou : groupe des inversibles) de l'anneau de ses entiers algébriques. Il établit que ce groupe est isomorphe au produit d'un groupe cyclique fini et d'un groupe abélien libre de rang r1 + r2 – 1, où r1 désigne le nombre de morphismes de K dans ℝ et r2 le nombre de paires de morphismes conjugués de K dans ℂ à valeurs non toutes réelles.

## Définitions et théorème
- Un corps de nombres est une extension finie de ℚ, c'est-à-dire un sous-corps de ℂ qui, en tant qu'espace vectoriel sur ℚ, est de dimension finie. Si K est un tel corps, de dimension n sur ℚ, le nombre de morphismes de corps (ou plongements) de K dans ℂ est égal à n (cf. l'article « Extension séparable »). Or la composée de l'automorphisme de conjugaison et d'un plongement est encore un plongement. On a donc n = r1 + 2r2, où r1 désigne le nombre des plongements à valeurs réelles et r2 celui des paires de plongements conjugués à valeurs non toutes réelles.
- Un nombre complexe est dit entier algébrique s'il est racine d'un polynôme unitaire à coefficients dans l'anneau ℤ des entiers relatifs.
- Un groupe abélien libre de rang r est un groupe isomorphe à ℤr.

Le théorème des unités de Dirichlet s'exprime de la manière suivante :

Le groupe des unités de l'anneau des entiers d'un corps de nombres K est isomorphe au produit du groupe (cyclique fini d'ordre pair) des racines de l'unité de K et d'un groupe abélien libre de rang r1 + r2 – 1 où r1 désigne le nombre de plongements de K dans ℝ et r2 le nombre de paires de plongements non réels de K dans ℂ.

## Exemples
Considérons la fermeture intégrale d'un corps quadratique, c'est-à-dire l'anneau des entiers algébriques d'une extension quadratique de ℚ. (Une démonstration directe du théorème dans ce cas particulier est donnée dans l'article détaillé.) On a donc ici : r1 + 2r2 = 2.
Si cet anneau est inclus dans le corps des réels, r2 est nul donc r1 est égal à 2. Le groupe est isomorphe à {1, –1}×ℤ. Cette situation est par exemple celle des entiers du corps quadratique ℚ(√5). L'équation de Pell-Fermat se résout à l'aide de la détermination du groupe des unités de l'anneau des entiers d'un corps quadratique réel.
Sinon, r2 est égal à 1 et r1 est nul. Le groupe est cyclique fini ; il est en général réduit à {1, –1}, sauf pour les entiers de Gauss et ceux d'Eisenstein. Ces deux anneaux d'entiers quadratiques sont les seules fermetures intégrales d'un corps de nombres à posséder un groupe des unités d'ordre fini strictement supérieur à 2.
Pour tout corps de nombres autre que ℚ lui-même et les corps quadratiques imaginaires, le groupe des unités de l'anneau des entiers est infini puisque le rang r1 + r2 – 1 est supérieur ou égal à 1. Ce rang est égal à 1 si et seulement si le corps est soit quadratique réel, soit cubique (en) complexe, soit quartique totalement imaginaire (en). Dans ces trois cas, tout générateur du facteur abélien libre ℤ est appelé une unité fondamentale (en).

## Démonstration
Les n = r1 + 2r2 plongements de K dans ℂ sont notés σ1, … , σn, les r1 premiers désignant les plongements réels et les {σr1+k, σr1+r2+k} (pour k de 1 à r2) désignant les paires de plongements conjugués.
La norme relative d'un élément α de K est le rationnel produit de ses éléments conjugués :
Si α appartient à l'anneau OK des entiers algébriques de K alors ce rationnel est un entier, et α appartient au groupe E(K) des unités de OK si et seulement si cet entier vaut ±1.
Ceci motive la définition du morphisme de groupes suivant :
où ln désigne la fonction logarithme et |x| désigne la valeur absolue de x ou son module, selon que x est réel ou complexe.
Quelques observations relativement élémentaires permettent de démontrer une grande partie de l'énoncé :
- Par construction, l'image de L est incluse dans l'hyperplan de ℝr1+r2 d'équation ∑xk=0 ;
- Un lemme sur les éléments conjugués permet d'affirmer que pour tout réel M, il n'existe dans OK – et a fortiori dans E(K) – qu'un nombre fini d'éléments dont tous les conjugués sont de module inférieur ou égal à M.
  - L'image de L est par conséquent un sous-groupe discret de cet hyperplan, donc un groupe abélien libre de rang inférieur ou égal à r1 + r2 – 1.
  - De ce lemme, on déduit également que le noyau de L est un sous-groupe fini du groupe multiplicatif de ℂ, donc cyclique et constitué de racines de l'unité. Réciproquement, toute racine de l'unité de K appartient clairement à ce noyau.
  - Enfin, –1 est un élément d'ordre 2 du noyau, donc ce groupe fini est d'ordre pair.

On obtient ainsi déjà :
où C est le groupe des racines de l'unité de K.
Mais l'essentiel de la preuve du théorème est de montrer que r est aussi supérieur ou égal à r1 + r2 – 1. On utilise pour cela le théorème de Minkowski et les propriétés du groupe des classes d'idéaux.

## Prolongements
La rareté des unités est mesurée par le volume fondamental de l'image de L (dans l'hyperplan de ℝr+1 d'équation ∑xk=0). Ce volume est égal à R√r+1, où R est le régulateur de K, défini comme la valeur absolue du déterminant de n'importe quelle matrice carrée de taille r obtenue en disposant en lignes les r vecteurs d'une base de Im(L) et en supprimant une colonne.
Par ailleurs, le calcul de bases pour la partie libre du groupe des unités est effectif, mais se heurte en pratique à la complexité des calculs dès que le degré r1 + 2r2 de l'extension K augmente (les problèmes surviennent généralement avant le degré 100)[réf. nécessaire].
Le théorème admet des généralisations dans plusieurs axes : étude du groupe des S-unités, pour S un ensemble d'idéaux premiers, c'est-à-dire, grossièrement parlant, des éléments dont les composantes suivant tous les facteurs sont inversibles, sauf un certain nombre prescrit ; ou bien des caractères pour l'action d'un groupe de Galois sur ces groupes d'unités.